# Pseudostrabismo
Lo  pseudostrabismo  è l'apparenza di strabismo nell'individuo, può manifestarsi sin dalla nascita, specie in caso di nascita prematura.

## Eziologia
Le cause sono dovute ad alterazioni morfologiche a carico sia della palpebre che delle orbite, come ad esempio:
- Epicanto (esotropia)
- Ipertelorismo (exotropia)